# RIMA
RIMA（りま、1999年8月12日 - ）は、日本の女性ファッションモデル、女優、歌手。沖縄県出身。ビーイング所属。

## 略歴
- 2012年頃、当時所属していた沖縄のタレントスクール兼事務所に在籍中にスカウトされる。
- 中学1年時に故郷の沖縄を離れ1人で上京。
- 2015年に女性ボーカル&ダンスグループ、アイドルグループ「La PomPon」のメンバーとしてデビュー
- 同グループが2018年に解散。
- 2020年より、「OTMGirls」で「ミギー」役を担当している。